# Сломово (Оборницький повіт)
Сломово (пол. Słomowo) — село в Польщі, у гміні Роґозьно Оборницького повіту Великопольського воєводства.
Населення — 238 осіб (2011).
У 1975-1998 роках село належало до Пільського воєводства.

## Демографія
Демографічна структура станом на 31 березня 2011 року:
|          | Загалом | Допрацездатний вік | Працездатний вік | Постпрацездатний вік |
| -------- | ------- | ------------------ | ---------------- | -------------------- |
| Чоловіки | 111     | 18                 | 87               | 6                    |
| Жінки    | 127     | 31                 | 63               | 33                   |
| Разом    | 238     | 49                 | 150              | 39                   |